# Station Kłecko Wielkopolskie
Station Kłecko Wielkopolskie is een spoorwegstation in de Poolse plaats Kłecko.